# Alice Brügger
Alice Brügger (* 2. Dezember 1896 in Frauenfeld; † 13. Oktober 1988), ursprünglich reformiert, heimatberechtigt in Churwalden, war eine Schweizer Lehrerin und Übersetzerin.

## Biografie
Alice Brügger wurde als Tochter von Ernestine Brügger-Kappeler und Friedrich Benedikt in Frauenfeld geboren. Nach einer Vorbildung an der Ecole supérieure de Neuchâtel, die sie mit einem Diplôme de fin d’étude abschloss, studierte sie ab dem Sommersemester 1916 romanische Sprachen an der Universität Zürich und erwarb 1921 das Diplom für das höhere Lehramt an derselben Hochschule. 1922 stellte sie ihre Dissertation mit dem Titel Les noms du roitelet en France bei Louis Gauchat fertig. Von 1921 bis 1962 unterrichtete sie Deutsch und Französisch an der ehemaligen Töchterschule der Kantonsschule Hottingen Zürich, wo junge Frauen in drei Jahren das Handelsdiplom erwarben.
Neben ihrer Lehrtätigkeit engagierte sie sich im internationalen Zivildienst, wo sie mit Pierre Cérésole und Hélène Monastier zusammenarbeitete. Im Jahr 1934 trat sie zu den Quäkern über. Dank ihrer Sprachkenntnisse wirkte Alice Brügger integrierend und konnte Quäker aus der ganzen Schweiz zusammenführen. Nach dem Zweiten Weltkrieg intensivierte sie ihre Kontakte mit französischen Glaubensbrüdern und -schwestern. Nach ihrer Pensionierung besuchte sie in Indien Anhänger Gandhis und die dortigen Quäker. Sie übernahm ausserdem administrative Tätigkeiten bei den Schweizer Quäkern. 